# وينفريد يافي
وينفريد موتيل يافي (ولدت في 31 ديسمبر عام 1999)، هي رياضية بحرينية من أصل كيني مُتخصصة في سباق 3000 متر موانع. ولدت في كينيا وانتقلت للبحرين في سن الخامسة عشر، وأصبحت مؤهلة للتنافس لصالح الدولة التي تبنتها في أغسطس 2016. وقد مثلت البحرين في بطولة العالم للألعاب الرياضية 2017 في سن السابعة عشرة، وحققت المركز الثامن في نهائيات كأس العالم في لأفضل وقت شخصي،وفي أولمبياد باريس 2024 نالت الميدالية الذهبية في سباق 3000 م موانع للسيدات محطمة الرقم الأولمبي السابق.

## وصلات خارجية
- وينفريد موتيل يافي على موقع الاتحاد الدولي لألعاب القوى (الإنجليزية)
- وينفريد موتيل يافي على موقع الدوري الماسي (الإنجليزية)
- وينفريد موتيل يافي على موقع اللجنة الأولمبية الدولية (الإنجليزية)
- وينفريد موتيل يافي على موقع أوليمبيديا (الإنجليزية)
- صفحة وينفريد يافي على موقع الاتحاد الدولي لألعاب القوى